# 東京キッドブラザース
東京キッドブラザース（とうきょうキッドブラザース）は日本のミュージカル劇団。東由多加により1968年（昭和43年）9月21日設立。

## 概要
- 設立当初の劇団名は「キッド兄弟商会」で、設立メンバーは東由多加、下田逸郎（作曲）、佐藤憲吉（舞台美術/俳優）、峯のぼる（照明）、梶容子（制作）、深水龍作、小林由紀子、高橋章夫の8名だった。
- 完全オリジナルの「和製ロック・ミュージカル」を売り物に、渋谷にあった小劇場「ヘアー」で旗揚げする。
- 1970年3月24日、「あしたのジョーファンの集い（力石徹告別式）」が講談社6階講堂で開かれる。構成、演出を東由多加が手がける。
- 1970年6月から7月にかけオフ・オフ・ブロードウェイ「ラ・ママ実験劇場」にて『GOLDEN BAT』を上演する[注釈 1]。
- 同年8月から12月、オフ・ブロードウェイ「シェルダン・スクエア・プレイハウス」にて『GOLDEN BAT』を上演する。エド・サリバン・ショーに出演する。
- 1975年：柴田恭兵が入団、『十月は黄昏の国』でデビューする。
- 1977年：三浦浩一・純アリスが入団（後に結婚）、『黄色いリボンPARTII』でデビューする。
- 1985年：長戸勝彦・水谷あつしが入団、『スーパーマーケットロマンス』でデビューする。
- 1990年代に入り、セカンドカンパニィ設立。以後、セカンドカンパニィは若手で構成され全国ツアーを行う。
- 1991年：水谷あつしが退団。
- 1995年：長戸勝彦が退団。
- 2000年：東由多加が死去。その後、東京キッドブラザースは活動を停止する。
- 2012年6月：当時の劇団員の出演で赤坂レッドシアターにて『Sweat & Tears あなたからの贈り物…』を上演[1][2]。
- 2015年7月：赤坂レッドシアターにてSweet & Tears -東京キッドブラザース44th-『雨上がりのシアター』を上演[3]。

## 代表作
- 「ペルーの野球」
- 「サラムム」
- 「SHIRO」
- 「街のメロス」
- 「オリーブの枝」
- 「哀しみのキッチン」
- 「遠い国のポルカ」
- 「夢の湖」
- 「KID」
- 「蛍の町」
- 「夕空晴れて」
- 「葡萄畑のラビット」
- 「櫻組」
- 「夢の湖」
- 「深川ホームレスタウン」
- 「草原の木馬」
- 「スリーチルドレン」
- 「哀しみの酒場のバラード」
- 「時哉の冒険」
- 「はつ恋」
- 「BUS STOP」

など

## 在籍した俳優
- 深水三章
- 柴田恭兵
- 三浦浩一
- 純アリス（故人）
- 磯部弘
- 峰のぼる
- 吉田美奈子
- 坪田直子
- 柳美里
- 名和利志子
- 大塚晶子
- 北村易子
- 古城裕章
- 霧生多観子
- 小野剛民
- 長戸勝彦
- 水谷敦
- 飯山弘章
- 萩原好峰
- 巻上公一
- 中尾幸世
- 山村美智子
- 斉藤レイ
- 三原わかほ
- 芽亜利・J [注釈 2]
- 安芸武司
- 磯部邦弘
- 小池健太
- 佐藤恵美
- 三阪賢
- 日向勉
- 梁玉淑
- 吉田倫貴
- 北野由美子
- 石田明子
- 米村俊彦
- 久松有希
- 大野真澄
- 楠原映二
- 安室満樹子
- 池田鴻（故人）

他多数

## ディスコグラフィ

### シングル
| 発売日               | 規格品番             | 面                   | タイトル                                     | 演者                               | 作詞                 | 作曲                 | 編曲                 |
| ワーナー・パイオニア | ワーナー・パイオニア | ワーナー・パイオニア | ワーナー・パイオニア                         | ワーナー・パイオニア               | ワーナー・パイオニア | ワーナー・パイオニア | ワーナー・パイオニア |
| -------------------- | -------------------- | -------------------- | -------------------------------------------- | ---------------------------------- | -------------------- | -------------------- | -------------------- |
| 1974年10月           | L-1208E              | A                    | 祈らなければ、愛さなければ、抱きあわなければ | 東京キッドブラザース               | 東由多加             | かまやつひろし       | 山川和己             |
| 1974年10月           | L-1208E              | B                    | 恋はマッハで                                 | 東京キッドブラザース               | 東由多加             | かまやつひろし       | 山川和己             |
| 東芝EMI／キッド      |                      |                      |                                              |                                    |                      |                      |                      |
| 1979年               | KTP-10535            | A                    | 君だけでいい                                 | 柴田恭兵                           | 山川啓介             | 大野雄二             | 大野雄二             |
| 1979年               | KTP-10535            | B                    | ハロー・アイランド                           | 東京キッドブラザース               | 山川啓介             | 大野雄二             | 大野雄二             |
| 1979年5月            | KTP-10555            | A                    | ハメールンの笛                               | 東京キッドブラザース               | 阿木燿子             | 宇崎竜童             | 木田高介             |
| 1979年5月            | KTP-10555            | B                    | キャリア・ガール・ブギ                       | 東京キッドブラザース               | 阿木燿子             | 宇崎竜童             | 木田高介             |
| 1979年               | KTP-10585            | A                    | LOVE CONNECTION                              | 柴田恭兵                           | 東由多加             | 深野義和             | 福井峻               |
| 1979年               | KTP-10585            | B                    | その蒼い手を                                 | 東京キッドブラザース               | 小椋佳               | 小椋佳               | 前田憲男             |
| 1980年1月            | KTP-10658            | A                    | ピア・アンジュリ                             | 坪田直子                           | 東由多加             | 深野義和             | 石田勝範             |
| 1980年1月            | KTP-10658            | B                    | 哀しみのキッチン                             | 東京キッドブラザース               | 小椋佳               | 小椋佳               | 矢野立美             |
| 1981年8月            | KTP-17185            | A                    | マザー愛さないで                             | 桐島ローリィ                       | 東由多加             | 大野真澄             | 飛澤宏元             |
| 1981年8月            | KTP-17185            | B                    | モミの木は燃えつきてしまいましたよね         | 磯部邦弘                           | 東由多加             | 大野真澄             | 飛澤宏元             |
| フォーライフレコード |                      |                      |                                              |                                    |                      |                      |                      |
| 1987年11月21日       | 7K-277               | A                    | 大人になる前に                               | 柴田恭兵 with 東京キッドブラザース | 東由多加             | 深野義和             | 瀬尾一三             |
| 1987年11月21日       | 7K-277               | B                    | 乱気流                                       | 柴田恭兵 with 東京キッドブラザース | 庄司明弘             | 松田博幸             | 瀬尾一三             |

### アルバム
| 発売日               | アルバム | 規格                 | 規格品番             |
| ポリドール・レコード | ポリドール・レコード | ポリドール・レコード | ポリドール・レコード |
| -------------------- | --- | -------------------- | -------------------- |
| 1971年               | 黄金バット Side:A 1. プロローグ 2. 東京ねはん 3. おかぐら 4. シェーン・カム・バック 5. 北北西に進路をとれU.S.A Side:B 1. ロック 鶴の町 2. 星を撃て~まわりどうろう 3. インダス河 4. ラヴ・ラヴ・ラヴ~ダ・ダ・ダの歌 5. 花づくし 6. まつり | LP                   | MR-5005              |
| 1979年               | 黄金バット Side:A 1. プロローグ 2. 東京ねはん 3. おかぐら 4. シェーン・カム・バック 5. 北北西に進路をとれU.S.A Side:B 1. ロック 鶴の町 2. 星を撃て~まわりどうろう 3. インダス河 4. ラヴ・ラヴ・ラヴ~ダ・ダ・ダの歌 5. 花づくし 6. まつり | LP                   | MR-3188              |
| 1995年               | 黄金バット Side:A 1. プロローグ 2. 東京ねはん 3. おかぐら 4. シェーン・カム・バック 5. 北北西に進路をとれU.S.A Side:B 1. ロック 鶴の町 2. 星を撃て~まわりどうろう 3. インダス河 4. ラヴ・ラヴ・ラヴ~ダ・ダ・ダの歌 5. 花づくし 6. まつり | LP                   | POCH-1521            |
| キングレコード       | |                      |                      |
| 1971年               | 帰ってきた黄金バット Side:A 1. 星条旗の星を射て 2. 歌・アメリカの夢 3. 漂流記 4. 美しい海の青さよ 5. アメリカ・アサー 6. 米国方丈記 7. 歌・帰る 8. 夜空へのアジテーション Side:B 1. 帰ってきた日本人 2. 歌・花雪風 3. 沖縄キッド 4. 歌・東京ローズ 5. ふとんに飛ぶ鶴松林 6. ハローニッポン 7. 恋の祭囃子 8. 桜んぼユートピア 9. 歌・桜の花びら 10. Tokyo Nehan（1970年ニューヨーク公演『Golden Bat』より） | LP                   | KR-7055~6            |
| 2015年6月24日        | 帰ってきた黄金バット Side:A 1. 星条旗の星を射て 2. 歌・アメリカの夢 3. 漂流記 4. 美しい海の青さよ 5. アメリカ・アサー 6. 米国方丈記 7. 歌・帰る 8. 夜空へのアジテーション Side:B 1. 帰ってきた日本人 2. 歌・花雪風 3. 沖縄キッド 4. 歌・東京ローズ 5. ふとんに飛ぶ鶴松林 6. ハローニッポン 7. 恋の祭囃子 8. 桜んぼユートピア 9. 歌・桜の花びら 10. Tokyo Nehan（1970年ニューヨーク公演『Golden Bat』より） | CD                   | FJ103/104            |
| 2015年6月24日        | 帰ってきた黄金バット Side:A 1. 星条旗の星を射て 2. 歌・アメリカの夢 3. 漂流記 4. 美しい海の青さよ 5. アメリカ・アサー 6. 米国方丈記 7. 歌・帰る 8. 夜空へのアジテーション Side:B 1. 帰ってきた日本人 2. 歌・花雪風 3. 沖縄キッド 4. 歌・東京ローズ 5. ふとんに飛ぶ鶴松林 6. ハローニッポン 7. 恋の祭囃子 8. 桜んぼユートピア 9. 歌・桜の花びら 10. Tokyo Nehan（1970年ニューヨーク公演『Golden Bat』より） | CD                   | NKCD-4472/73         |
| 1971年1月1日         | 南総里見八犬伝 Side:A 1. 紫陽花邑幻想 3:58 2. 幸福論 1:37 3. ロビンソンクルーソー 3:55 4. ワンワンロック 2:25 5. ももたろう 3:40 6. 漂流記 2:34 Side:B 1. 木槍 2:09 2. 夢祭 4:40 3. 森を忘れるな 2:51 4. 霧にかくれたニッポン 2:12 5. 涙がちっていく 4:34 6. リュミエール 5:14 | LP                   | SKD-1004             |
| 2015年6月24日        | 南総里見八犬伝 Side:A 1. 紫陽花邑幻想 3:58 2. 幸福論 1:37 3. ロビンソンクルーソー 3:55 4. ワンワンロック 2:25 5. ももたろう 3:40 6. 漂流記 2:34 Side:B 1. 木槍 2:09 2. 夢祭 4:40 3. 森を忘れるな 2:51 4. 霧にかくれたニッポン 2:12 5. 涙がちっていく 4:34 6. リュミエール 5:14 | CD                   | NKCD-4474            |
| 1971年               | 書を捨てよ町を出よう Side:A 1. ピース～ダダダ 6:10 2. 花いちもんめ 1:47 3. あなたの思い出 3:07 4. 健さん愛してる 3:14 5. 親父なんか大嫌いだのロック 3:23 6. 母捨記 4:02 Side:B 1. 東京巡礼歌 4:46 2. フリーダム 2:51 3. あるボクサーの死 2:51 4. 1970年8月 3:23 5. 息を殺してる 3:08 6. エンディング・テーマ 5:45 | LP                   | SJV-514              |
| 1993年5月21日        | 書を捨てよ町を出よう Side:A 1. ピース～ダダダ 6:10 2. 花いちもんめ 1:47 3. あなたの思い出 3:07 4. 健さん愛してる 3:14 5. 親父なんか大嫌いだのロック 3:23 6. 母捨記 4:02 Side:B 1. 東京巡礼歌 4:46 2. フリーダム 2:51 3. あるボクサーの死 2:51 4. 1970年8月 3:23 5. 息を殺してる 3:08 6. エンディング・テーマ 5:45 | CD                   | VICL-23056           |
| 1999年12月25日       | 書を捨てよ町を出よう Side:A 1. ピース～ダダダ 6:10 2. 花いちもんめ 1:47 3. あなたの思い出 3:07 4. 健さん愛してる 3:14 5. 親父なんか大嫌いだのロック 3:23 6. 母捨記 4:02 Side:B 1. 東京巡礼歌 4:46 2. フリーダム 2:51 3. あるボクサーの死 2:51 4. 1970年8月 3:23 5. 息を殺してる 3:08 6. エンディング・テーマ 5:45 | CD                   | PCD-1445             |
| 2002年               | 書を捨てよ町を出よう Side:A 1. ピース～ダダダ 6:10 2. 花いちもんめ 1:47 3. あなたの思い出 3:07 4. 健さん愛してる 3:14 5. 親父なんか大嫌いだのロック 3:23 6. 母捨記 4:02 Side:B 1. 東京巡礼歌 4:46 2. フリーダム 2:51 3. あるボクサーの死 2:51 4. 1970年8月 3:23 5. 息を殺してる 3:08 6. エンディング・テーマ 5:45 | CD                   | PLP-7621             |
| 2002年               | 書を捨てよ町を出よう Side:A 1. ピース～ダダダ 6:10 2. 花いちもんめ 1:47 3. あなたの思い出 3:07 4. 健さん愛してる 3:14 5. 親父なんか大嫌いだのロック 3:23 6. 母捨記 4:02 Side:B 1. 東京巡礼歌 4:46 2. フリーダム 2:51 3. あるボクサーの死 2:51 4. 1970年8月 3:23 5. 息を殺してる 3:08 6. エンディング・テーマ 5:45 | CD                   | SJV-514              |
| 2009年12月25日       | 書を捨てよ町を出よう Side:A 1. ピース～ダダダ 6:10 2. 花いちもんめ 1:47 3. あなたの思い出 3:07 4. 健さん愛してる 3:14 5. 親父なんか大嫌いだのロック 3:23 6. 母捨記 4:02 Side:B 1. 東京巡礼歌 4:46 2. フリーダム 2:51 3. あるボクサーの死 2:51 4. 1970年8月 3:23 5. 息を殺してる 3:08 6. エンディング・テーマ 5:45 | CD                   | SWAX-88              |
| 1972年               | 西遊記 Side:A 1. オープニング（インスト） 2. 巡礼歌 3. 少女の台詞（インスト） 4. 月は東に日は西に 5. モーターバイク 6. ジャンピング・ソング 7. ジャックナイフ 8. かえりたい大地に 9. 故郷を遠く離れて Side:B 1. インストゥルメンタル 2. マオの歌 3. 祭（インスト） 4. 赤軍兵士 5. ハッピィ（インスト） 6. 中国の赤い星を撃て 7. 御詠歌（インスト） 8. エンディング（故郷を遠く離れて） | LP                   | SON-7379             |
| 2014年               | 西遊記 Side:A 1. オープニング（インスト） 2. 巡礼歌 3. 少女の台詞（インスト） 4. 月は東に日は西に 5. モーターバイク 6. ジャンピング・ソング 7. ジャックナイフ 8. かえりたい大地に 9. 故郷を遠く離れて Side:B 1. インストゥルメンタル 2. マオの歌 3. 祭（インスト） 4. 赤軍兵士 5. ハッピィ（インスト） 6. 中国の赤い星を撃て 7. 御詠歌（インスト） 8. エンディング（故郷を遠く離れて） | CD                   | FJ-091               |
| ワーナー・パイオニア | |                      |                      |
| 1975年               | 十月は黄昏の国 ※ 加川良と東京キッドブラザーズ名義 Side:A 1. テーマ：愛は雨に 3:11 2. 失われた夏 4:50 3. グッドモーニング 3:35 4. 眠れない夜のために 5:28 5. 海を背負えば 3:17 6. 十月は黄昏の国 3:21 Side:B 1. 縦縞のシャツを着て 2:35 2. 人に生まれて 4:19 3. ホタルのうた 3:30 4. 風の別れ 3:36 5. テーマ：黄昏の珈琲 4:28 6. それでも夕焼け 3:17 | LP                   | L-8068E              |
| 2009年8月28日        | 十月は黄昏の国 ※ 加川良と東京キッドブラザーズ名義 Side:A 1. テーマ：愛は雨に 3:11 2. 失われた夏 4:50 3. グッドモーニング 3:35 4. 眠れない夜のために 5:28 5. 海を背負えば 3:17 6. 十月は黄昏の国 3:21 Side:B 1. 縦縞のシャツを着て 2:35 2. 人に生まれて 4:19 3. ホタルのうた 3:30 4. 風の別れ 3:36 5. テーマ：黄昏の珈琲 4:28 6. それでも夕焼け 3:17 | CD                   | GRCL-600             |
| 2009年8月28日        | 十月は黄昏の国 ※ 加川良と東京キッドブラザーズ名義 Side:A 1. テーマ：愛は雨に 3:11 2. 失われた夏 4:50 3. グッドモーニング 3:35 4. 眠れない夜のために 5:28 5. 海を背負えば 3:17 6. 十月は黄昏の国 3:21 Side:B 1. 縦縞のシャツを着て 2:35 2. 人に生まれて 4:19 3. ホタルのうた 3:30 4. 風の別れ 3:36 5. テーマ：黄昏の珈琲 4:28 6. それでも夕焼け 3:17 | CD                   | WQCQ-100             |
| キングレコード       | |                      |                      |
| 1977年               | 一つの同じドア Side:A 1. オーバーチュアー 2. ダンス 3. 私の中の私達 4. 夢なんて 5. 一つの同じドア 6. 限りなく出会うために 7. 雪が降れば Side:B 1. 1a ラヴラヴラヴ 2. 1b 西部劇の彼方 3. 2a あんたがたどこさ 4. 2b ジャックナイフ 5. 海を見ていた 6. 聖なる小屋 7. 映画館の歌 8. 花雪風 | LP                   | SKA-1003             |
| フォーライフレコード | |                      |                      |
| 1977年12月1日        | かれが殺した驢馬 ※ 吉田拓郎音楽プロデュース Side:A 1. Theme―鏡の中のピエロ 2. SING A SONG素 3. 敵なのは夜 4. この光を 5. 時代はなげく 6. 陽気な綱渡り Side:B 1. Theme―手の森 2. ソファーのくぼみ 3. 夜に目覚めるものは 4. もしも出来ることなら 5. 密告 6. 僕の想いはむなしく 7. 指先に想いをこめて | LP                   | FLL-4005             |
| キティ・レコード     | |                      |                      |
| 1978年10月           | 失われた藍の色 Side:A 1. 序曲"藍の色" 2. 幻の街 3. いつかライトをあびて 4. 20才過ぎたら 5. 誰にでも口づけを 6. 春の寒さに 7. 右腕の唄 8. たとえ捩れた青春でも Side:B 1. おしたいしてます 2. ピンクのエンサイクロペディア 3. デュエット 4. 駄々 5. 殺人の祭り 6. 次のページには 7. 次の街へ | LP                   | MKF 1036             |
| 東芝EMI              | |                      |                      |
| 1979年9月20日        | オリーブの枝 Side:A 1. オリーブの木の下で 2:11 2. ローラー・スケート場 2:16 3. スケート・リンク 1:54 4. ドーナツ・ショップ 2:41 5. Rock'N'Roller Skate 3:13 6. 少年の海 3:25 7. 海が怖い 4:16 8. パパの人生相談 3:36 9. アイスクリーム・ショップ 2:07 10. アイスクリーム・ガール 4:19 Side:B 1. ローラー・ボール 2:10 2. 人生はスポーツ 5:24 3. Life Is Sports 3:01 4. ジョッギング 0:56 5. 時間 3:13 6. Ten Hours Love 4:10 7. Intermission 2:49 8. スーパーマーケット・マン 3:23 9. ジューク・ボックス 2:48 10. 夏の風 0:39 11. Bustling Of Roses 4:08 Side:C 1. ローラースケート・ジャック 3:09 2. Rollin' Down 3:29 3. 地下の酒場 5:50 4. バーボン・ハウス 4:06 5. 冬の時代 1:24 6. 光のテーマ 4:39 7. 世界は台所 2:56 Side:D 1. 愛のファミリー 6:32 2. 愛そうとして愛せない 5:48 3. Morning 1:28 4. Tomorrow 4:33 5. 愛と死 8:54 6. オリーブの枝 | LP                   | KTP-60337-38         |
| 1979年               | サラムム Side:A 1. サラムム-プロローグ 2. ワーク・ソング 3. マナイヤ・マシーナ 4. 追憶 5. 波にまかせて 6. 君だけでいい Side:B 1. ハロー・アイランド 2. 雨 3. ワイルド・ハイビスカス 4. FAGALOA BREEZE（言葉のレッスン） 5. 南十字星 6. サラムム-エピローグ | LP                   | KTP-80061            |
| 1979年               | ハメルーンの笛 Side:A 1. 序曲 2. ハメールンの笛 3. リトル・ギャング 4. キャリア・ガール・ブギ 5. クレイジー・ベイビー 6. ドリーム 7. モア・モア・サンシャイン Side:B 1. 一人っきりのミュージカル 2. 君住む街 3. 哀しみの河の流れに 4. 予言者のうた 5. そして誰もいなくなった 6. ハンド・イン・ハンド | LP                   | KTP-80071            |
| 1980年               | 街のメロス 愛のメリーゴーランド編 Side:A 1. 序曲 2. おかまは生きろ 3. ハンバーガー・ガール 4. 私を乗せて 5. 街に響く銃声 6. LOVE CONNECTION 7. 観覧車を廻せ Side:B 1. さよならの季節～パウダー・ゲーム 2. 帰って来た男 3. ラブ・アゲイン 4. 決別 5. なつかしい雨 6. 遊園地 7. メリーゴーランド | LP                   | KTP-80092            |
| 1980年               | 街のメロス 愛の観覧車編 Side:A 1. マネー 2. キャルとキティ 3. ブリキの鳥 4. 約束ということ 5. もうひとつのラブ・ソング 6. メロスの恋 7. 記憶 8. 観覧車を廻せ Side:B 1. 野郎どもと女たち 2. メロスの部屋 3. ラブ・アゲイン 4. 私の赤ちゃんが 5. 決別 6. 我らこの地にとどまらず 7. 遊園地 8. その蒼い手を | LP                   | KTP-80093            |
| 1980年               | 哀しみのキッチン ※ 東京キッドブラザーズ10周年記念作品 Side:A 1. Scrambled Eggs 2. シャム猫マーカス 3. ストリート・キッド 4. ピア・アンジェリ 5. 冬のピクニック、 Side:B 1. ポルシェ・スパイダー 2. Film 3. 胸に響く言葉 4. Like A Hard Days Night 5. 哀しみのキッチン | LP                   | KTP-80116            |
| 1980年               | 冬のシンガポール Side:A 1. 2人のお店 2. センチメンタル・シティボーイ 3. お酒下さい 4. 影郎 5. Long Winter 6. 妹よ Side:B 1. White Dream 2. 2月の旅人 3. 冬のシンガポール 4. 時の魔法 5. Let's Make Shining Summer 6. 僕等の四季 | LP                   | KTP-80141            |
| 1980年               | 心は孤独なポアロ Side:A 1. 天使伝説 2. 愛のルーレット 3. おれのあだ名はマシン・ガン 4. ピアニストを撃つな 5. 憒りがあるうちならば Side:B 1. 裸のジョージ 2. 恋は殺人ゲーム 3. 二度とない時間 4. 心は孤独な 5. 今 | LP                   | KTP-90044            |
| フォーライフレコード | |                      |                      |
| 1987年               | 遠い国のポルカ Side:A 1. オーバーチェアー 2. 遠い国のポルカ 3. 遠い世界で 4. 生まれた朝に 5. 優しい回想 6. 乱気流 Side:B 1. 雨を歌う鳥のように 2. 5月のひばりに 3. 歌うのはジジ,君さ 4. 大人になる前に 5. 君が人生の時 | LP                   | 28K-141              |
| 1988年8月21日        | 夢の湖 Side:A 1. 街の何処かに 2. 微笑みと哀しみと 3. 我が友シラノ 4. 聖者が来る街 5. コメット オサムのテーマ Side:B 1. 友への手紙 2. HAPPY SONG 3. 「シラノ・ド・ベルジュラック」の為のフィナーレ 4. 夢の湖 5. どれほど愛を | LP                   | 28K-159              |
| 1988年8月21日        | 夢の湖 Side:A 1. 街の何処かに 2. 微笑みと哀しみと 3. 我が友シラノ 4. 聖者が来る街 5. コメット オサムのテーマ Side:B 1. 友への手紙 2. HAPPY SONG 3. 「シラノ・ド・ベルジュラック」の為のフィナーレ 4. 夢の湖 5. どれほど愛を | CD                   | 33KD-140             |
| 2001年               | 『東京キッドブラザース全漂流記』6枚組アルバム | CD                   |                      |